# Wertheim-koncernen
Wertheim är en varuhuskoncern med ursprung i Stralsund. I början av 1900-talet hade Wertheim Europas största varuhus i Berlin. De sista varuhusen med namnet Wertheim försvann 2009. 

## Historia

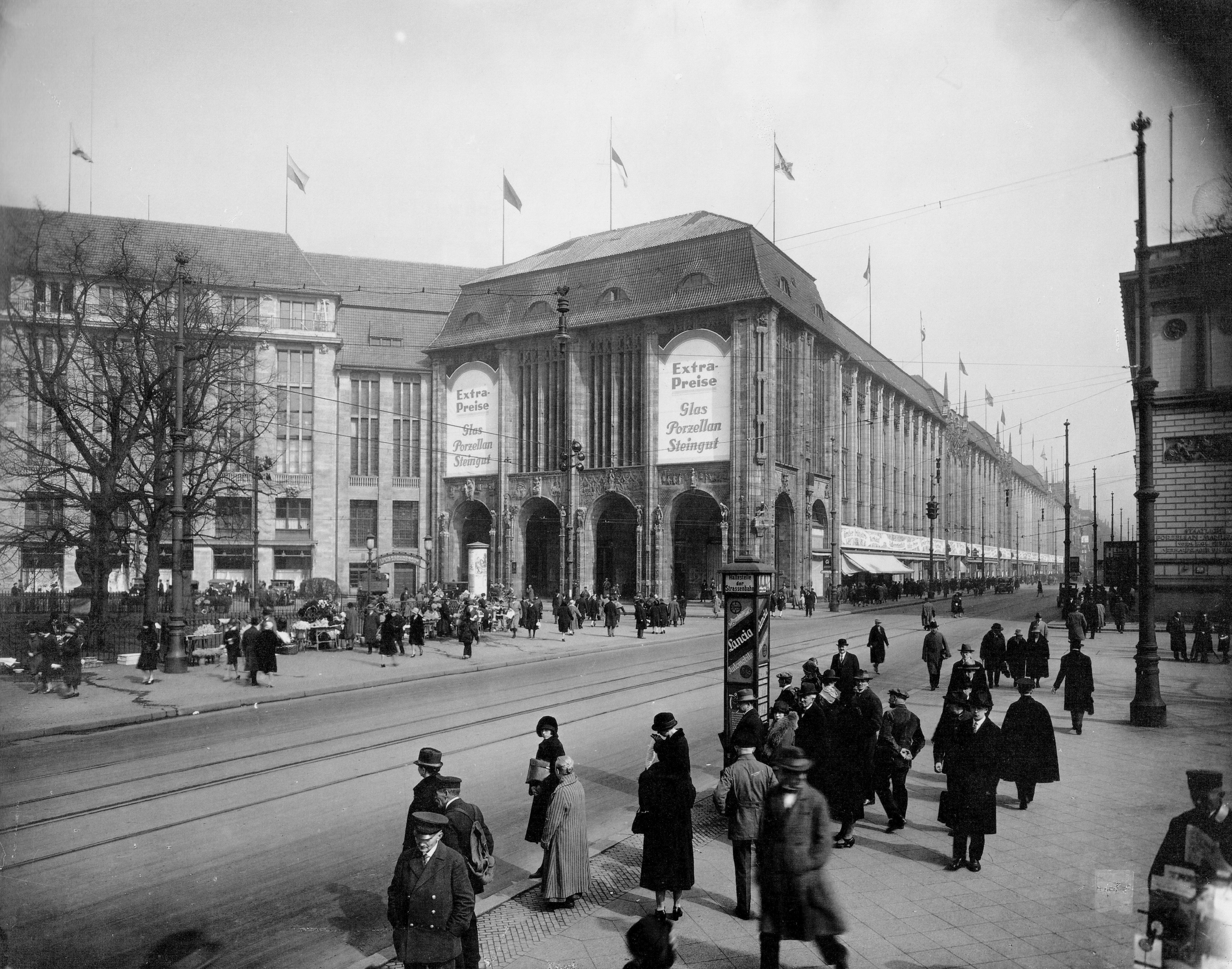
Varahus Wertheim vid Leipziger Platz i Berlin (1920-talet)

Wertheim grundades 1852 av bröderna Abraham und Theodor Wertheim. Det första varuhuset öppnades 1875 av Abraham och Ida Wertheim i Stralsund. Deras söner Georg och Hugo blev 1876 verksamma i företaget och bidrog till skapandet av den moderna varuhuskedjan genom att föra in sina erfarenheter från utbildning i Berlin. 1884 öppnades en filial i Rostock och 1885 i Berlin. Fler varuhus byggdes i Berlin och på Leipziger Platz byggdes vad som blev Europa största varuhus. 
Familjen Wertheim tvingades lämna ifrån sig företaget 1937 till nazisterna som en del av ariseringen av judiskt ägda företag. Det nya namnet blev Awag. Efter kriget återstartade familjen verksamheten i Berlin 1952 med nya varuhus. Det klassiska Wertheim på Leipziger Strasse i Berlin hade förstörts under andra världskriget och man hade förlorat det och andra varuhus till Östtyskland. 
Under 1980-talet köptes Wertheim upp av Hertie som i sin tur blev en del av Karstadt 1994. Namnet Wertheim försvann 2009 och varuhusen heter i dag Karstadt.
Först 2007 tillerkändes familjen Wertheims arvingar ett skadestånd på 88 miljoner euro från Karstadtkoncernen. 